# 圣安娜县 (瓜德罗普)
圣安娜县（法語：canton de Sainte-Anne）是法国瓜德罗普的一个县（省级选区），中央投票站位于圣安娜。该县仅涵盖圣安娜1个市镇，且仅涵盖了圣安娜的一部分（剩余部分位于圣弗朗索瓦县）。